# Uniptena pulchra
Uniptena pulchra là một loài bướm đêm trong họ Noctuidae.